# 沙湾区
沙湾区（さわん-く）は中華人民共和国四川省楽山市に位置する市轄区。

## 行政区画
- 街道:銅河街道
- 鎮:沙湾鎮、嘉農鎮、太平鎮、福禄鎮、牛石鎮、葫芦鎮、踏水鎮、軫渓鎮

## 交通

### 鉄道
- 中国鉄路総公司
  - 中国鉄路成都局集団公司
    - 成昆線

（成都方面）- 沙湾駅 - 軫渓駅 - 劉溝駅 - 代湾駅 -（昆明方面）

## 健康・医療・衛生
- 沙湾区人民医院